# Іван Ходак
Іван Ходак (словац. Ivan Chodák, 3 лютого 1914 — 14 лютого 1994) — словацький та чехословацький лікар та спортсмен. Найбільш відомий як, футболіст, згодом футбольний тренер.

## Біографія
Був одним із найкращих студентів медичного факультету Університету Коменського в Братиславі. У 1938 році отримав диплом доктора медицини. Він був одним із найвідоміших та найвідвідуваніших отоларингологів у Братиславі.
Почав займатися футболом у рідному місті в клубі «Долни Кубін». З початку 1935 року грав за «Врутки», а невдовзі восени став грати у Братиславському університеті. У Братиславі вйого помітив місцевий клуб «Братислава», який купив його за 4000 крон + товариський матч у Долному Кубіні. Свій перший матч ліги за «Братиславу» Іван зіграв 1 грудня 1935 року проти «Теплітцера», у якому йому вдалося забити на 5-й хвилині. Свій останній матч чемпіонату зіграв восени 1946 року проти «Кладно». У 1939—1943 роках зіграв одинадцять матчів у складі збірної збірної Словаччини, усі як капітан.
Починав як нападник, потім перейшов у півзахист, а в кінці кар'єри грав у захисті. Коли він завершив активну кар'єру у віці 33 років, він пожартував, що закінчує, боячись потрапити у ворота. За свою гру отримав прізвисько «лицар у бутсах» (словац. rytíř v kopačkách) за ставлення до гри, товаришів по команді, суддів, глядачів, але перш за все до суперника. За всю свою багату спортивну кар'єру його жодного разу не вилучали з поля.
Після завершення ігрової кар'єри протягом 25 років тренував усі команди «Слована», в тому числі 1960 року очолював першу команду.
Крім футболу займався і іншими видами спорту, в Братиславському університеті бігав від 800 до 5000 метрів, також займався стрибками у висоту. Він також майстерно грав у теніс і був одним із чудових плавців. У 1934 році здобув титул академічного чемпіона Чехословаччини з лижних гонок, що забезпечило йому участь у Зимовій Всесвітній Універсіаді в Санкт-Моріці, Швейцарія, де він посів 3-е місце на 18 км.
Будучи студентом, він також грав у хокей за Братиславський університет та ХК «Братислава», двічі був чемпіоном Словаччини та двічі фіналістом. Тричі входив до збірної Словаччини. Після прибуття Гільди Мудрої в Братиславу, він був її першим партнером по фігурному катанню.
З 1994 року Словацька футбольна асоціація регулярно присуджує MUDr. Іван Ходак. Місце оголошення — Долний Кубін .

## Досягнення
- Чемпіон Словаччини: 1939/40, 1940/41, 1941/42, 1943/44

## Сім'я
- дружина Ольга Ходакова, хореограф і телережисер
- дочка Ольга Янікова, режисерка телебачення і радіо
- син Іван Ходак, хімік
- зять Павол Янік, кандидат медичних наук, письменник